# Everything Counts
«Everything Counts» (en español, Todo cuenta) es el octavo disco sencillo del grupo inglés de música electrónica Depeche Mode, el primero desprendido de su álbum Construction Time Again, publicado en 7 y en 12 pulgadas en 1983.
Everything Counts es una canción compuesta por Martin Gore, la primera producida con arreglos de Alan Wilder, con quien además coescribió el lado B, el tema Work Hard.
Everything Counts se convirtió en uno de los mayores éxitos de aquella época de Depeche Mode y de paso demostró la capacidad de Martin Gore para componer un tema bailable tan bueno como Just Can't Get Enough de Vince Clarke.
La interpretación de Everything Counts en el concierto realizado el 18 de junio de 1988 en el estadio Rose Bowl de Pasadena, California, fue publicada como un sencillo totalmente nuevo en 1989 correspondiente al álbum doble 101 de ese año.

## Descripción
En enero de 1983, poco antes del lanzamiento del sencillo Get the Balance Right!, Martin Gore asistió a un concierto de Einstürzende Neubauten, lo cual le dio la idea de experimentar con los sonidos de la música industrial en el contexto del pop. Este experimento derivó en la primera utilización de la banda del Synclavier, un sintetizador que no sólo contenía un gran número de sonidos pre-programados, sino también permite insertar samplers. Con esto, el grupo recorrió las calles para "encontrar" los sonidos y capturarlos en el Synclavier, para después incorporarlos en canciones. Los sonidos consistieron principalmente de martilleos en yunques, tuberías, agua corriente, etc. Además de los sonidos "encontrados" utilizados como maquetas metieron también partes de xilófono y melódica (la cual Gore tocaba al ejecutar la canción en el escenario). Esa misma primavera, la banda se reunió en Londres para empezar a grabar su tercer álbum, Construction Time Again, y al poco cambiaron de estudio de grabación. Los primeros dos discos se grabaron en los Blackwing Studios, pero por sugerencia del ingeniero Gareth Jones pasaron al estudio The Garden del cantante de Ultravox John Foxx. Este cambio, junto con la incorporación de Gareth Jones al equipo de producción, facilitó la transición de la banda de los temas pop de sus inicios (transición que había comenzado a tomar forma en 1982 con la melancólica Leave in Silence). La banda continuaría perfeccionando su fórmula industrial en posteriores álbumes como Some Great Reward y Black Celebration.
Además del cambio en la línea lírica y musical de DM, Construction Time Again incluía temas políticos inspirados en la pobreza que Gore había visto en Tailandia durante el Broken Frame Tour en abril de 1983. Estos temas marcaron un pronunciado contraste con las inofensivas canciones pop de los inicios de su carrera. Everything Counts en específico habla de la avaricia corporativa y la corrupción en la industria musical, como repite el coro "las manos que toman, toman todo lo que pueden". El sencillo se publicó cuando el grupo no tenía un contrato formal con Mute Records.
Además, fue el primer tema de DM cantado por sus dos vocalistas (en diferentes tempos). Dave Gahan canta los versos, mientras Martin Gore canta los coros.

## Lado B
El lado B de Everything Counts es la canción Work Hard, escrita por Martin Gore y Alan Wilder, e irónicamente la más industrializada de todas sus composiciones en aquella época. Aparentemente fue por su prosaico sonido industrial que se decidió dejarla fuera del álbum, pues es un tema construido únicamente a base de sonidos industriales, botes de metal, varas y láminas golpeadas una y otra vez en la forma más tosca del sampler, con una letra simplista sobre “trabajo duro”.
Work Hard está complementada sólo con sonidos menos duros como el de una máquina de escribir, y el infaltable teclado de Alan Wilder en los puentes haciendo la parte más melódica, además, la letra no es muy abundante, pero la voz de Dave Gahan está duplicada justamente en los coros de “Work Hard” para darle una extraña cualidad robótica igualmente en su forma más tosca.

## Formatos
En disco de vinilo
7 pulgadas Mute 7 Bong3  Sire/Reprise  Everything Counts
| Lado A |                     |          |  |
| N.º    | Título              | Duración |  |
| 1.     | «Everything Counts» | 3:56     |  |

| Lado B |             |          |  |
| N.º    | Título      | Duración |  |
| 1.     | «Work Hard» | 4:22     |  |

12 pulgadas Mute 12 Bong3  Sire/Reprise  Everything Counts - In Larger Amounts
| Lado A |                                         |          |  |
| N.º    | Título                                  | Duración |  |
| 1.     | «Everything Counts» (In Larger Amounts) | 7:19     |  |

| Lado B |                              |          |  |
| N.º    | Título                       | Duración |  |
| 1.     | «Work Hard» (East End Remix) | 6:59     |  |

12 pulgadas Mute L12 Bong3  Everything Counts and live tracks
| Lado de estudio |                     |          |  |
| N.º             | Título              | Duración |  |
| 1.              | «Everything Counts» | 3:58     |  |

| Lado en vivo |                                                                                  |          |  |
| N.º          | Título                                                                           | Duración |  |
| 1.           | «New Life» (en vivo el 25 de octubre de 1982 en Hammersmith, Londres)            | 4:12     |  |
| 2.           | «Boys Say Go!» (en vivo el 25 de octubre de 1982 en Hammersmith, Londres)        | 2:36     |  |
| 3.           | «Nothing to Fear» (en vivo el 25 de octubre de 1982 en Hammersmith, Londres)     | 4:28     |  |
| 4.           | «The Meaning of Love» (en vivo el 25 de octubre de 1982 en Hammersmith, Londres) | 3:14     |  |

CD 1991
En 1991, Everything Counts se realizó en formato digital dada su inclusión en la colección The Singles Boxes 1-3 de ese año.
| Mute CD Bong3 Everything Counts |                                         |          |  |
| N.º                             | Título                                  | Duración |  |
| 1.                              | «Everything Counts»                     | 3:58     |  |
| 2.                              | «Work Hard»                             | 4:22     |  |
| 3.                              | «Everything Counts» (In Larger Amounts) | 7:20     |  |
| 4.                              | «Work Hard» (East End Remix)            | 6:59     |  |

## Edición en concierto
Everything Counts se republicó en 1989 como el vigésimo segundo disco sencillo de Depeche Mode, desprendido de su álbum en directo 101 de ese año.
Esta es la interpretación en directo del tema la noche del 18 de junio de 1988 en el estadio Rose Bowl de Pasadena, California, tomada del último concierto de la gira Tour for the Masses con motivo del álbum Music for the Masses de 1987, y que en este caso cerraba la presentación y de hecho toda la gira misma.
Es el único tema de DM en directo publicado como lado A en disco sencillo, convirtiéndose en una de las cuatro canciones del grupo que se publicaron como sencillo en dos ocasiones distintas, las otras son Strangelove que se reeditó en 1988, Enjoy the Silence y Personal Jesus que también tuvieron nueva mezcla en 2004 y 2011, respectivamente.
En la edición original en LP del álbum 101 no aparecen las interpretaciones en el concierto de las canciones Nothing, Sacred y A Question of Lust. Precisamente fueron éstas las que aparecieron como lados B del sencillo Everything Counts en vivo, con la interpretación de Nothing como lado B estándar.
Como curiosidad, en las remezclas de los lados B participó Tim Simenon, quien muchos años después, en 1997, produjera el álbum Ultra, el primero no coproducido por DM. Fue además uno de los pocos sencillos de DM que se publicaron en formato de casete de cinta magnética de audio y en CD de 3 pulgadas, así como el único publicado en disco de vinilo de 10 pulgadas.
Esta versión en directo del tema aparece de nuevo bajo el nombre Everything Counts, pero generalizadamente se le conoce como Everything Counts Live por distincíón, aunque cabe destacar que el título del sencillo en portada en realidad es Everything Counts, Nothing.

### Formatos

#### En disco de vinilo
7 pulgadas Mute Bong16  Everything Counts, Nothing
| Lado A |                                                   |          |  |
| N.º    | Título                                            | Duración |  |
| 1.     | «Everything Counts» (en vivo en Pasadena en 1988) | 5:48     |  |

| Lado B |                                         |          |  |
| N.º    | Título                                  | Duración |  |
| 1.     | «Nothing» (en vivo en Pasadena en 1988) | 4:36     |  |

10 pulgadas Mute 10 Bong16  Everything Counts
| Lado A |                                   |          |  |
| N.º    | Título                            | Duración |  |
| 1.     | «Everything Counts» (Absolut Mix) | 6:06     |  |

| Lado B |                                         |          |  |
| N.º    | Título                                  | Duración |  |
| 1.     | «Everything Counts» (In Larger Amounts) | 7:25     |  |
| 2.     | «Nothing» (Remix Edit)                  | 3:57     |  |
| 3.     | «Everything Counts» (Reprise)           | 0:55     |  |

12 pulgadas Mute 12 Bong16  Everything Counts, Nothing, Sacred, A Question of Lust
| Lado A |                                                   |          |  |
| N.º    | Título                                            | Duración |  |
| 1.     | «Everything Counts» (en vivo en Pasadena en 1988) | 5:46     |  |
| 2.     | «Nothing» (en vivo en Pasadena en 1988)           | 4:42     |  |

| Lado B |                                                    |          |  |
| N.º    | Título                                             | Duración |  |
| 1.     | «Sacred» (en vivo en Pasadena en 1988)             | 5:13     |  |
| 2.     | «A Question of Lust» (en vivo en Pasadena en 1988) | 4:12     |  |

12 pulgadas Mute L12 Bong16  Everything Counts - Remix
| Lado A |                                         |          |  |
| N.º    | Título                                  | Duración |  |
| 1.     | «Everything Counts» (Bomb the Bass Mix) | 5:32     |  |

| Lado B |                              |          |  |
| N.º    | Título                       | Duración |  |
| 1.     | «Nothing» (Zip Hop Mix)      | 7:01     |  |
| 2.     | «Strangelove» (Highjack Mix) | 6:32     |  |

12 pulgadas Sire 0-21183  Everything Counts - Live
| Lado A |                                                   |          |  |
| N.º    | Título                                            | Duración |  |
| 1.     | «Everything Counts» (Bomb the Bass Mix)           | 5:25     |  |
| 2.     | «Everything Counts» (en vivo en Pasadena en 1988) | 5:45     |  |
| 3.     | «Nothing» (en vivo en Pasadena en 1988)           | 4:42     |  |

| Lado B |                                                    |          |  |
| N.º    | Título                                             | Duración |  |
| 1.     | «Everything Counts» (Absolut Mix)                  | 6:00     |  |
| 2.     | «Sacred» (en vivo en Pasadena en 1988)             | 5:13     |  |
| 3.     | «A Question of Lust» (en vivo en Pasadena en 1988) | 4.13     |  |

#### En CD
CD 1992
En 1992 el sencillo se publicó por vez primera en formato digital, como reedición en CD de sencillo.
| Mute CD Bong16 Sire/Reprise 9 40331-2 Everything Counts - Live |                                                    |          |  |
| N.º                                                            | Título                                             | Duración |  |
| 1.                                                             | «Everything Counts» (en vivo en Pasadena en 1988)  | 5:47     |  |
| 2.                                                             | «Nothing» (en vivo en Pasadena en 1988)            | 4:42     |  |
| 3.                                                             | «Sacred» (en vivo en Pasadena en 1988)             | 5:14     |  |
| 4.                                                             | «A Question of Lust» (en vivo en Pasadena en 1988) | 4:15     |  |
| 5.                                                             | «Everything Counts» (Bomb the Bass Mix)            | 5:32     |  |
| 6.                                                             | «Strangelove» (Highjack Mix)                       | 6:32     |  |
| 7.                                                             | «Everything Counts» (Absolut Mix)                  | 6:04     |  |

CD 2004
En 2004 el sencillo se publicó en una nueva edición en CD, para la colección The Singles Boxes 1-6 de ese año.
| Mute CD Bong16X Everything Counts - Live |                                                    |          |  |
| N.º                                      | Título                                             | Duración |  |
| 1.                                       | «Everything Counts» (en vivo en Pasadena en 1988)  | 5:48     |  |
| 2.                                       | «Nothing» (en vivo en Pasadena en 1988)            | 4:42     |  |
| 3.                                       | «Sacred» (en vivo en Pasadena en 1988)             | 5:14     |  |
| 4.                                       | «A Question of Lust» (en vivo en Pasadena en 1988) | 4:15     |  |
| 5.                                       | «Everything Counts» (Bomb the Bass Mix)            | 5:32     |  |
| 6.                                       | «Nothing» (Justin Strauss Mix)                     | 7:04     |  |
| 7.                                       | «Strangelove» (Highjack Mix)                       | 6:33     |  |
| 8.                                       | «Everything Counts» (Absolut Mix)                  | 6:04     |  |
| 9.                                       | «Everything Counts» (Original 1983 Mix)            | 7:22     |  |
| 10.                                      | «Nothing» (US 7” Mix)                              | 4:01     |  |
| 11.                                      | «Everything Counts» (Reprise)                      | 0:56     |  |

## Vídeos promocionales
El vídeo de "Everything Counts" fue dirigido por Clive Richardson, tras la insatisfactoria experiencia del grupo con sus anteriores cuatro vídeos promocionales. Richardson ya había hecho lo propio nada menos que en el primer vídeo de DM, Just Can't Get Enough de 1981, así que se le seleccionó de nuevo como su realizador.
El cortometraje fue realizado en la ciudad de Berlín, exponiendo imágenes de la ciudad tomadas desde un coche, en realidad de un largo puente mostrando lo que puede lograr el dinero, mostrando la melodía principal ejecutada en el xilófono aunque percutida por Alan Wilder.
Por último, los integrantes aparecen en una playa viendo a la gente tomar el sol y descansando, haciendo otra básica referencia a lo que con desparpajo puede conseguirse con dinero. Aunque es un vídeo sumamente sencillo, su limpieza de imágenes y lo básico de su concepto lo hicieron resaltar y con los años ha logrado ser considerado de los mejores de DM. El video se incluye en la colección Some Great Videos de 1985 y en The Best of Depeche Mode Volume 1 de 2006.
El video de "Everything Counts" en directo fue dirigido por D.A. Pannebaker, quien realizó el documental del 101, y es en realidad una edición promocional que intercala imágenes de la interpretación de Everything Counts durante el concierto en el Rose Bowl con otras de los integrantes de Depeche Mode tras los escenarios de la gira. El video se incluye en la colección The Videos 86>98 de 1998.
Ambos vídeos de "Everything Counts" se incluyen en Video Singles Collection de 2016.
Para la gira Memento Mori World Tour, el tema fue presentado además con una sencilla proyección de fondo en la cual se ven dos manos haciendo la mímica de tomarlo todo, como en un juego de mesa.

## En directo
Desde su introducción en el repertorio del grupo "Everything Counts" ha sido uno de los temas más consistente en conciertos de DM, así, estuvo presente durante el correspondiente Construction Tour donde era el abridor de los conciertos, así como en los seis que le siguieron, Some Great Tour, Black Celebration Tour, Tour for the Masses donde cerraba los conciertos, World Violation Tour, Devotional Tour donde también cerraba, y en el Exotic Tour; después fue reincorporado durante la gira Touring the Angel en una versión acentuada en lo sintético, así como posteriormente durante el Global Spirit Tour. Después estuvo en todas las presentaciones del Memento Mori World Tour.
Para las interpretaciones en concierto el grupo desde el principio optó por reproducir más bien buena parte de los elementos de la versión extendida, llamada In Larger Amounts, como el inicio, los puentes y el cierre en su forma larga, incorporando en las primeras ocasiones instrumentación de vientos como aparece en el álbum, aunque para el Devotional Tour y el Exotic Tour se cambió a una muy sofisticada interpretación totalmente electrónica, como se puede apreciar en el álbum en directo Devotional. Para la gira Touring the Angel el único cambio significativo se encontró en haber cambiado la percusión electrónica por la batería en manos del teutón Christian Eigner.
Generalmente las ejecuciones de "Everything Counts" en concierto suelen resultar en una función prolongada, con seis o siete minutos de duración, para el Tour for the Masses se llevó a cabo más propiamene la versión In Larger Amounts ya que marcaba el cierre de cada concierto, mientras para el World Violation Tour llevaron a cabo la versión de Tim Simenon y Mark Saunders, extendiendo el grupo sobre todo los puentes, cuando el público espera oír el estribillo y en su lugar se le permite corearlo para al siguiente tempo DM ejecutarlo en forma.
Para las dos últimas giras de DM, el Global Spirit Tour y Memento Mori World Tour, la interpretación se ha llevado a cabo con una extendida introducción electrónica solo con su melodía básica para pasar a sus primeras notas, haciéndola toda una nueva primera sección del tema.
"Work Hard" no llegó a interpretarse en directo.

## Versiones
El grupo sueco de death metal melódico In Flames, realizó un cover de Everything Counts en su disco Whoracle de 1997.